# Avenue Jules-Julien
Ne doit pas être confondu avec Avenue des Écoles-Jules-Julien.
L'avenue Jules-Julien (en occitan : avenguda Juli Julian) est une voie de Toulouse, chef-lieu de la région Occitanie, dans le Midi de la France.

## Situation et accès

### Description
L'avenue Jules-Julien est une voie publique. Elle traverse le quartier Jules-Julien. Elle correspond à une partie de l'ancienne route impériale 133, qui allait de Toulouse à Narbonne, devenue route nationale 113. Au début du XXe siècle, elle est déclassée et intégrée au réseau communal.
Elle naît dans le prolongement du pont qui enjambe le périphérique et de la route de Narbonne, qui se poursuit jusqu'à la limite de la commune de Ramonville-Saint-Agne. Longue de plus de 730 mètres et large de 26 mètres, l'avenue Jules-Julien est rectiligne et orientée au nord-ouest. Elle est prolongée, au nord-ouest, par l'avenue de l'U.R.S.S., puis par la grande-rue Saint-Michel, qui aboutit à la place Auguste-Lafourcade et à l'entrée sud du centre-ville.
La chaussée compte une voie de circulation automobile dans chaque sens. Elle appartient à une zone 30 et la vitesse y est limitée à 30 km/h. Elle est bordée de chaque côté par une bande cyclable.

### Voies rencontrées
L'avenue Jules-Julien rencontre les voies suivantes, dans l'ordre des numéros croissants (« g » indique que la rue se situe à gauche, « d » à droite) :
1. Avenue d'Empalot/périphérique (A620) - Échangeur no 23 (g)
2. Avenue de Saouzelong/périphérique - Échangeur no 23 (d)
3. Rue du Bon-Voisin - accès piéton (g)
4. Avenue des Écoles-Jules-Julien (d)
5. Impasse Saint-Roch - accès piéton (g)
6. Avenue Léon-Viala (d)
7. Rue Adolphe-Thiers (d)
8. Rue Comenges (d)
9. Rue des Miracles (g)
10. Rue Jean-François-Delmas (d)
11. Rue Georges-Danton (g)
12. Avenue Aristide-Briand (d)
13. Avenue de Rangueil (d)
14. Rue Louis-et-Henri-Devic (d)
15. Impasse Jean-Pierre-Moulive (d)
16. Avenue de l'U.R.S.S.

### Transports
L'avenue Jules-Julien est parcourue et desservie sur toute sa longueur par la ligne de bus 34. La station de métro la plus proche est la station Saint-Agne – SNCF, le long de l'avenue de l'U.R.S.S., sur la ligne . L'avenue Jules-Julien est également proche de l'avenue de Rangueil, parcourue par la ligne de bus 44, et de la rue Saint-Roch, desservie par la ligne de bus 115.
L'avenue Jules-Julien est également équipée de plusieurs stations de vélos en libre-service VélôToulouse : les stations no 159 (96 avenue Jules-Julien) et no 160 (21 avenue des Écoles-Jules-Julien).

## Odonymie

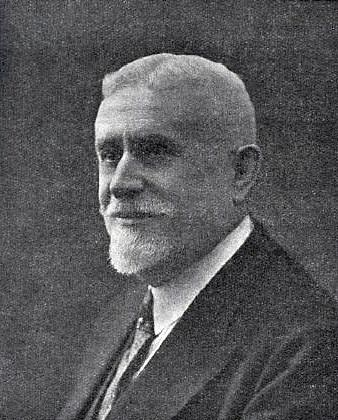
Portrait de Jules Julien en 1934 (Bulletin municipal, biblibothèque municipale.

L'avenue porte le nom de Jules Julien (1864-1935). Né à Loubens (Ariège), il entre à la Compagnie des chemins de fer du Midi. Arrivé à Toulouse, il se rapproche des milieux socialistes, et en particulier d'Albert Bedouce. En 1906, il est élu sur la liste de ce dernier, premier maire socialiste de la ville. Il est par la suite systématiquement réélu entre jusqu'en 1919, puis de 1925 à 1935. Adjoint au maire à partir de 1912, il a la charge des Beaux-Arts et de l'Instruction publique. Il est chargé, en particulier sous la municipalité d'Étienne Billières, entre 1925 et 1935, d'établir un plan de rénovation et de construction d'écoles publiques, ainsi que, en 1932, de la construction de la nouvelle Bibliothèque municipale. À la mort d'Étienne Billières, en février 1935, il assure quelques mois la transition à la mairie de Toulouse, avant de céder son poste à Antoine Ellen-Prévot. Il meurt quelques mois plus tard, ses obsèques provoquant une vive émotion – le cortège qui le mène au cimetière de Terre-Cabade fit plus d'un kilomètre de long.
Au Moyen Âge, c'était d'abord le grand chemin Français – nom qu'elle partageait avec l'actuelle avenue de l'U.R.S.S., qui la prolonge au nord, et la route de Narbonne, qui la prolonge au sud, : cette appellation – caminus Francigenus en latin –, se rencontre déjà au début du XIIIe siècle. À partir du XVIIIe siècle se trouvait plus souvent le nom de route de Montpellier. Au XIXe siècle, avec l'urbanisation et le développement du faubourg Saint-Agne, au-delà de la barrière d'octroi (emplacement de l'actuel boulevard des Récollets), la route de Montpellier devint l'allée Saint-Agne, jusqu'aux voies de la ligne de chemin de fer, et l'allée Saint-Agne-Prolongée au-delà. Ce n'est qu'en 1936 que, sur proposition de l'adjoint au maire Auguste Valats, on donna à l'allée le nom de Jules Julien, décédé le 29 décembre 1935.

## Patrimoine et lieux d'intérêt

### Maisons et immeuble
- no  14 : maison toulousaine (deuxième moitié du XIXe siècle)[8].
- no  16 : maison toulousaine (deuxième moitié du XIXe siècle)[9].
- no  34 : maison toulousaine (deuxième moitié du XIXe siècle)[10].

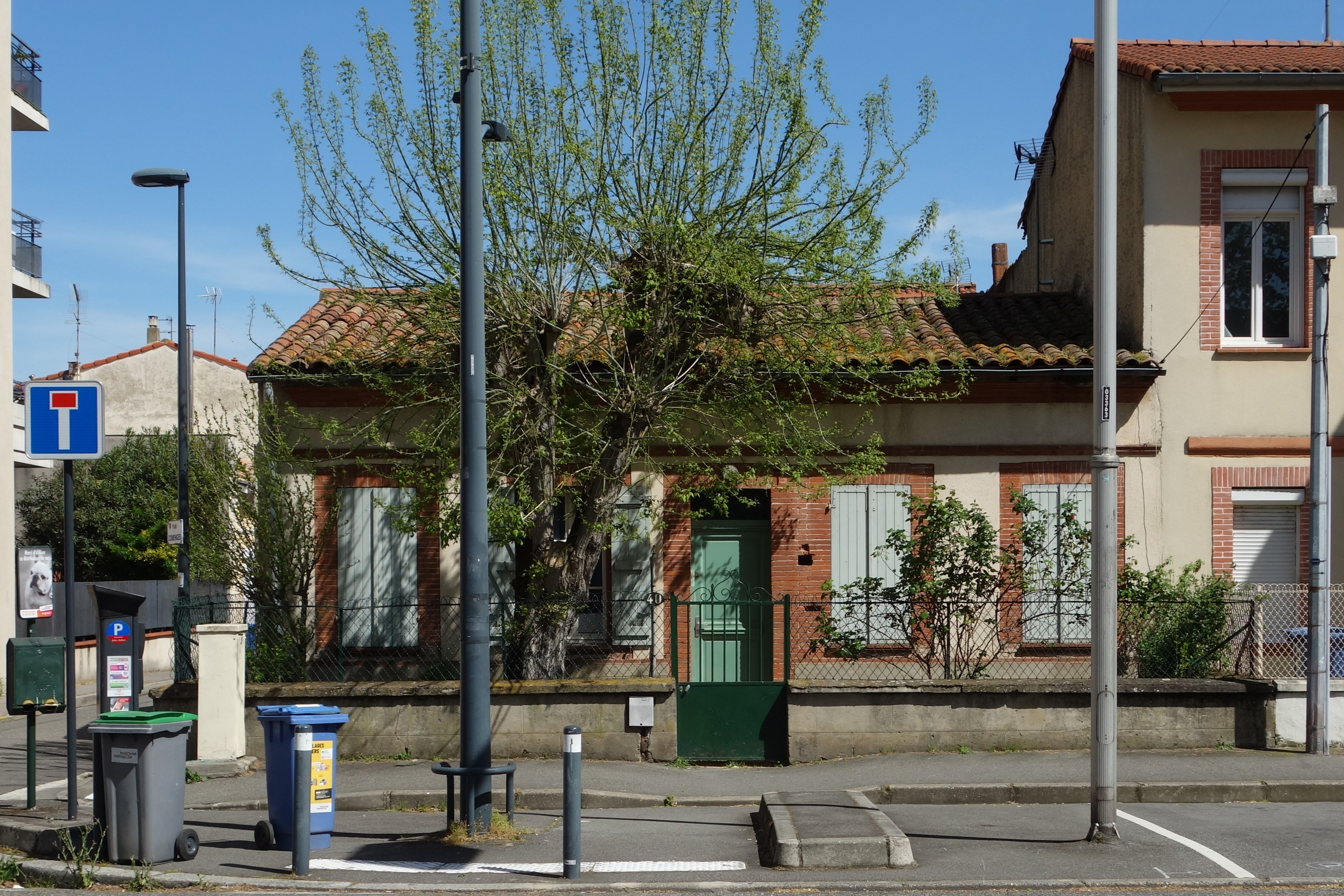
no 40 : maison toulousaine.

- no  40 : maison toulousaine (deuxième moitié du XIXe siècle)[11].
- no  42 : maison toulousaine (deuxième moitié du XIXe siècle)[12].

- no  94 : maison. 
La maison, construite dans la deuxième moitié du XIXe siècle, est caractéristique des maisons bourgeoises des faubourgs toulousains. Elle s'élève à l'angle de la rue Louis-et-Henri-Devic (actuel no 2). La façade est mise en valeur par les chaînages d'angle en bossage. Au 1er étage, les fenêtres ont des agrafes en terre cuite, et des garde-corps et des lambrequins en fonte. La corniche qui couronne la façade repose sur de petits modillons[13].

- no  96 : maison toulousaine (deuxième moitié du XIXe siècle)[14].
- no  98 : maison toulousaine (deuxième moitié du XIXe siècle)[15].

- no  102 : immeuble. 
L'immeuble, de style Art déco, est construit dans les années 1920. La structure du bâtiment est en béton, mais il utilise largement la brique claire en façade. Les fenêtres ont des appuis et des linteaux en béton enduit. Au 1er étage, elles ont des balcons en béton, dont le garde-corps en fonte présente une corbeille de fleurs[16].

- no  106 : maison toulousaine (deuxième moitié du XIXe siècle)[17].

### Église Sainte-Rita

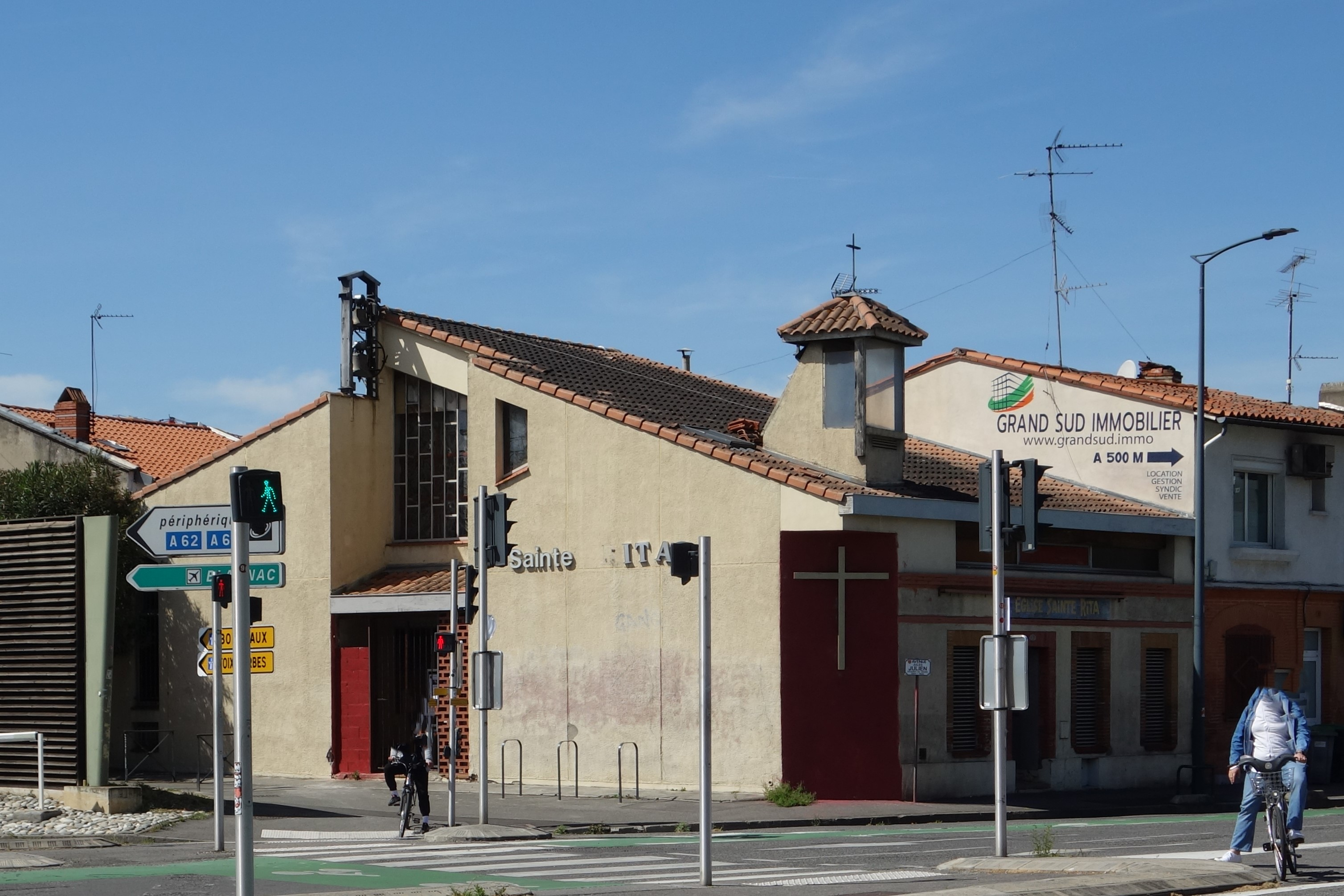
no 17 : l'église Sainte-Rita.

L'église Sainte-Rita est aménagée dans les années 1970 dans une ancienne maison de faubourg – une toulousaine. Bâtie en brique, elle est construite dans la deuxième moitié du XIXe siècle. Elle s'élève sur deux niveaux, séparés par un cordon de brique – un rez-de-chaussée et un ancien niveau de comble, surélevé dans les années 1970. Au-dessus du toit, un édicule, couvert par un toit en pavillon, abrite une statuette de sainte Rita.
L'église Sainte-Rita appartient à la « Communauté catholique latine », un groupe religieux d'inspiration catholique, mais séparé de l'Église catholique, fondé par Jean Laborie (en). Le groupe entretient des liens avec diverses personnalités de la mouvance catholique indépendante, tels Pierre Martin Ngo Dinh Thuc et Philippe Miguet. Elle occupait également, dans les années 1980, la chapelle Saint-Louis-des-Français (actuel no 20 rue Noguès) et, jusqu'en 2012, le prieuré Saint-Benoît de Portet-sur-Garonne (actuel no 77 avenue de la Gare).

### Musée des Transports et des Communications
Le musée des Transports et des Communications est créé en 1961 comme Musée languedocien des Transports afin de regrouper les collections privées d'un groupe d'amateurs. En janvier 1964, le musée s'installe dans des locaux de la mairie de Toulouse, rue Valade, avant de se transporter en 1975 dans une partie des bâtiments de l'ancienne école de Lalande (actuel no 3 place Paul-Riché). En 1979, le musée est rattaché à l'Institut de technologie des transports et des communications toulousains et s'installe dans une maison de l'avenue Jules-Julien (actuel no 93), mais ses collections ne sont accessibles que lors d'expositions temporaires, avant juillet 2008, où quelques salles sont aménagées pour recevoir du public. Il ferme définitivement le 1er juillet 2019,.